# De Banjers
De Banjers ((fr)  Les Tifous) zijn personages ontworpen door André Franquin voor de gelijknamige tekenfilmreeks. De schetsen werden ook opgenomen in stripverhalen. Het idee voor de tekenfilm kwam van Christian Mauron. Scenario's werden geschreven door Yvan Delporte, Xavier Fauché en Jean Leturgie. De regie staat op naam van Raymond Burlet, de animatie werd verzorgd door Studio ODEC-Kid Cartoons. De muziek werd geleverd door Claude Engel.

## Achtergrond
In 1990 startte in Spirou een nieuwe rubriek, getiteld La Chronique des Tifous, geschreven door Yvan Delporte. Franquin was hieraan begonnen op voorstel van een Zwitserse vriend. Onvoorzien mondde dit uit in een tekenfilmreeks. Franquin moest hierdoor plots zo'n 70 afleveringen van 5 minuten maken. Het enorme werk dat daarmee gepaard ging, veroorzaakte dat de tekenaar moest stoppen met zijn stripreeks Guust.
De nerveuze tekenstijl van Franquin leende zich echter niet goed tot een overname voor een tekenfilm. Voor de contouren in een tekenfilm waren de figuurtjes te harig.
Uiteindelijk zou de reeks geen groot succes worden. André Franquin werkte 2 à 3 jaar aan deze reeks. Er werden van de geplande afleveringen 24 effectief afgeleverd.

## Verhaal
De Banjers gaat over het fictieve volkje, de Banjers. Ze lijken wat op mensen, maar hebben over hun hele lijf lange, witte haren. Hun onbehaarde lichaamsdelen - neus, oren, voeten en handpalmen - kunnen erg uiteenlopende kleuren hebben. Voorts hebben ze 4 tenen en 3 vingers (waarvan 1 duim).
Ze hebben huizen in de gekste vormen, al naargelang de smaak van de bewoner. Wetten zijn er niet, maar de Banjers houden zich wel aan een aantal gewoonten. In hun landje leven ook heel wat rare dieren en planten, zoals verliefde bomen en bomen met goede raad. Er is ook een Meesterboom. Door het land van de Banjers stroomt de speelse Lawaairivier.  Drie van de Banjers spelen de hoofdrol: de Wijze, de Dichter en de Gek. Ze nemen het vaak op tegen Zwartbeest, een gemeen monster dat in de woestijn leeft en gezworen heeft de Banjers te vernietigen.

## Personages
- De Wijze: een erg slimme Banjer. Hij is heel erg beleefd, maar kan zich ook erg kwaad maken. Met zijn woede kan hij het zelfs laten onweren. De Gek woont in een woning uit 2 delen: een labo met telescoop en een woongedeelte.
- De Gek: een uitbundige Banjer die niet stil kan zitten. Hij woont in een soort vangbal waarbij de bal gemaakt is van stukken rommel en ook veel rommel bevat. Die bal kan in de lucht hangen. Om hem weer op de grond te krijgen, moet je het vangbalspel spelen: telkens proberen het gaatje van de bal op een stokje te krijgen door met de bal te werpen.
- De Dichter: een ietwat ijdele en romantische Banjer. Zijn dichtkunst brengt hem soms letterlijk in hogere sferen. Zijn huis is een soort zwevende zeepbel met een wolk, waar alles wat hij nodig heeft in verborgen zit. Voor de rest is de bol leeg.
- Zwartbeest: een sluw monster. Zijn verdoemde ziel, een soort geest, is zijn raadgever. Door zijn opvliegendheid slaagt hij nooit in zijn plannen.
- De Kropodil: hij leeft in een moeras nabij de grot van Zwartbeest. Hij spaart niemand, ook Zwartbeest niet.
- Noratlas: een grote roofvogel die Zwartbeest vaak helpt, maar ook kan tegenwerken.

Daarnaast spelen ook andere Banjers en wezens bijrollen.

## Albums
Van De Banjers verschenen 2 albums:
1. Franquin, De Banjers 1, Arboris, 1991, ISBN 90-343-2274-2
2. Franquin, De Banjers 2, Arboris, 1991, ISBN 90-343-2284-X

Deze 2 werden ook samengebundeld in 1 album:
- Franquin, De Banjers Kompleet, Arboris, 1991, ISBN 90-343-2294-7